# 1925 في تونس
فيما يلي قوائم الأحداث التي وقعت خلال عام 1925 في تونس.